# Partidul Crucilor cu Săgeți
Partidul Crucilor cu Săgeți (în maghiară Nyilaskeresztes sau Nyilas-Keresztes Párt) a fost un partid politic maghiar pronazist și antisemit. Liderul formațiunii a fost Ferenc Szálasi, care a ocupat funcția de prim-ministru al Ungariei din 15 octombrie 1944 până în ianuarie 1945. În perioada guvernării sale de numai 4 luni, 80.000 de evrei din Ungaria și Transilvania de Nord au fost exterminați, inclusiv copii și femei. 

## Istoric
Partidul a fost fondat în 1935 de Ferenc Szálasi și și-a desfășurat activitatea timp de 2 ani în ilegalitate, fiind scos în afara legii din cauza violenței și a radicalismului. Constituit după modelul fascist al Partidului Național-Socialist din Germania, Partidul Crucilor cu Săgeți, un partid extremist de dreapta, a preluat numeroase elemente din ideologia acestuia. Emblema partidului reprezenta o cruce verde, cu majuscula H albă la mijloc și cu vârfurile crucii în formă de săgeată, într-un romb alb pe fond roșu; cealaltă jumătate a câmpului heraldic fiind identică cu steagul casei dinastice arpadiene (cinci fâșii roșii și patru albe).

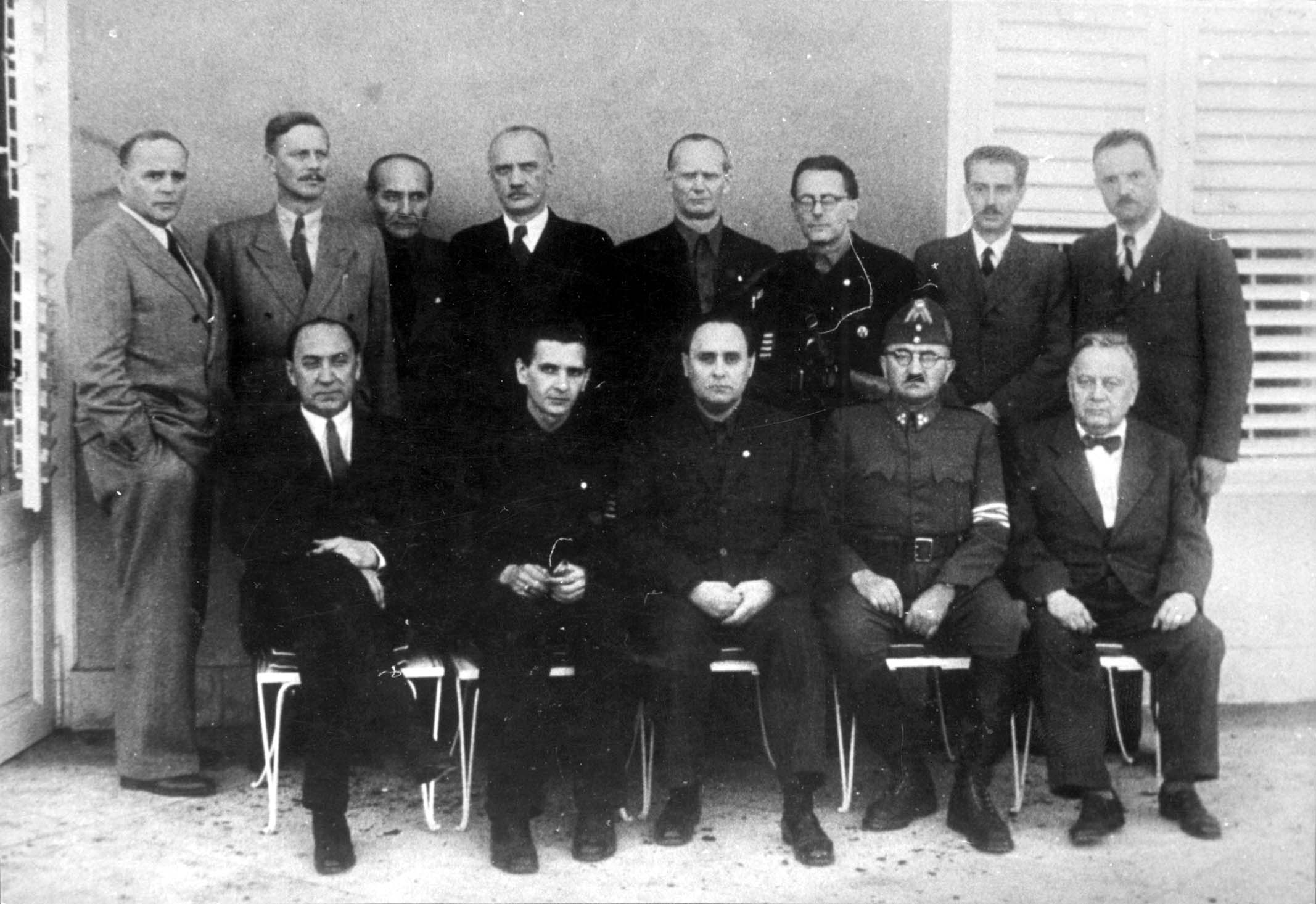
Liderii Partidului Crucilor cu Săgeți

## Ideologia
Ideologia partidului era similară nazismulului (național-socialismului), fiind de factură naționalist-militantă. Programul Partidului Crucilor cu Săgeți viza refacerea revizionistă a Ungariei Mari și a valorilor maghiare, definite prin expresia Hungarizmus, i.e. „ungarism”. 

## Guvernarea Szálasi
În martie 1944 prim-ministrul pro-german Döme Sztójay a legalizat din nou Partidul Crucilor cu Săgeți. În octombrie 1944, partidul a acaparat puterea, forțele germane, care ocupaseră Ungaria în martie, punându-l pe Ferenc Szálasi în funcția de prim-ministru. Politica pro-nazistă dusă de Partidul Crucilor cu Săgeți a menținut alianța Ungariei fasciste cu Germania nazistă până la sfârșitul celui de-al doilea război mondial. 
La 7 noiembrie 1944, membri ai Partidului Crucilor cu Săgeți au ucis-o pe Hannah Szenes într-o închisoare. Hannah Szenes s-a născut în Budapesta la 17 iunie 1921. A emigrat clandestin în Palestina. A fost instruită la Cairo, la școala de parașutiști a armatei engleze, și a devenit ofițer în armata britanică în iunie 1944. A vrut să ajungă în Ungaria prin Iugoslavia ca să salveze evrei, dar la 9 iunie 1944 a fost arestată la frontiera Ungariei. Preotul catolic Ferenc Kállo a fost ucis de adepții Partidului Crucilor cu Săgeți la 29 octombrie 1944. La sfârșitul războiului, Ferenc Szálasi și alți membri marcanți ai Partidului Crucilor cu Săgeți au fost condamnați de Tribunalul poporului din Ungaria pentru crime de război și executați în 1946 prin spânzurare. Comandantul armatei a fost executat prin împușcare un an mai târziu.

## Miniștri din Guvernul Szálasi
- Károly Beregfy, Ministrul Apărării Naționale - executat la 12 martie 1946 prin spânzurare
- dr. László Budinszky, Ministrul Justiției - executat la 9 martie 1946 prin spânzurare
- dr. Sándor Csia, Guvernator - executat la 19 martie 1946 prin spânzurare
- Ferenc Kassai-Schallmayer, Ministru al Propagandei - executat la 30 octombrie 1946 prin spânzurare
- dr. Gábor Kemény, Ministru de Externe - executat la 19 martie 1946 prin spânzurare
- gróf Fidél Pálffy, Ministrul Agriculturii - executat la 2 martie 1946 prin spânzurare
- Ferenc Rajniss, Ministru al Religiei și Educației - executat la 12 martie 1946 prin spânzurare
- Lajos Reményi-Schneller, Ministrul Economiei - executat la 24 august 1946 prin spânzurare
- dr. Lajos Szász, Ministrul Industriei - executat la 24 iulie 1946 prin spânzurare
- Jenő Szöllösi, Vice prim-ministru și liderul mișcării Hungariste - executat la 19 martie 1946 prin spânzurare
- Gábor Vajna, Ministru de Interne - executat la 12 martie 1946 prin spânzurare
- Emil Szakváry, Ministru al industriei - condamnat la muncă silnică pe viață în 1946
- Béla Jurcsek, Ministru de Aprovizionare Publică - s-a sinucis în 1945
- Emil Kovarcz, Ministru fără portofoliu - executat la 2 mai 1946 prin spânzurare
- Vilmos Hellebronth, Ministru fără portofoliu - condamnat la moarte în 1946, dar sentința a fost comutata la munca silnică pe viață

## Înființarea ghetoului din Budapesta
Ministrul de interne Gábor Vajna a dispus la 29 noiembrie 1944 construirea ghetoului din Budapesta. Deportarea a început la sfârșitul lunii noiembrie și a durat până la 2 decembrie 1944. Între 70.000 și 100.000 de evreii au fost concentrați în noul ghetou. Până la 18 ianuarie 1945, membrii Partidului Crucilor cu Săgeți au vandalizat permanent ghetoul, producând atât victime omenești, cât și pagube materiale. Armata Sovietică a descoperit în ghetou 24 de gropi comune și peste 2281 de cadavre.
Ferenc Szálasi și adepții și-au continuat activitatea până în aprilie 1945. La 27 martie 1945, Szálasi a fugit în Austria, unde s-a predat armatei americane.

## Partidul Crucilor cu Săgeți înnordul Transilvaniei
În Transilvania de Nord a mai coactivat și asociația Baross a oamenilor de afaceri creștini, o organizație virulent antisemită, al cărei președinte a fost József Haracsek (inițial probabil Horáček).
Ghetoul pentru evreii români și maghiari din Baia Mare a fost amplasat pe terenurile virane ale fabricii de sticlă König. Evreii provenind din diverse comunități ale districtelor Baia Mare, Șomcuta Mare și Copalnic-Mănăștur au fost masați în grajduri din Valea Borcutului, aflate la  doi sau trei kilometri de oraș. Concentrarea în lagăre a evreilor și perchezițiile în căutarea bunurilor  evreiești de valoare s-au făcut sub comanda lui Jenő Nagy și Gyula Gergely, cu participarea SS-Hauptsturmführer-ului Franz Abromeit. 
În ghetoul din Baia Mare au fost concentrați aproximativ 3.500 de evrei, iar cel din Valea Borcutului în jur de 2.000. Dintre aceștia din urmă, numai 200 au putut găsi adăpost în grajduri, ceilalți au fost cantonați sub cerul liber. Comandantul șef al ghetoului a fost Tibor Várhelyi. Evreii din ghetoul de la Baia Mare au fost supuși torturilor și metodelor de anchetă obișnuite în toate ghetourile. Printre implicații în anchete, conduși de Nagy și de Várhelyi, au fost Károly Balogh și László Berentes, asociați la Fabrica Phoenix din Baia Mare, ca și Haracsek, Péter Czeisberger, Zoltán Osváth și detectivii József Orgoványi, Imre Vajai și István Bértalan. Răspunderea generală pentru administrarea județului nord-transilvan îi revenea lui Barnabás Endrődi, pe care guvernul Sztójay îl numise la 25 aprilie 1944 prefect al județului Satu Mare. 
Cei 5.916 evrei din cele două ghetouri au fost deportați prin două transporturi, între 31 mai și 5 iunie. Cei aproximativ 6.000 de evrei din Bistrița și din alte localități ale comitatului Bistrița-Năsăud au fost concentrați la ferma Stamboli, aflată la 2-3 mile de oraș. Aproape 2.500 de persoane proveneau chiar din Bistrița. Ceilalți au fost aduși din comunitățile din districtele Bistrița de Jos și Bistrița de Sus, Năsăud și Rodna. Ghetoizarea evreilor din oraș s-a făcut sub comanda primarului Norbert Kuales și a șefului poliției, Miklós Debreczeni. În alte comunități ale județului, operațiunea a fost condusă de László Smolenszki, adjunctul de prefect, și locotenent-colonelul de jandarmi Ernő Pasztai. Toți patru participaseră, împreună cu László Endre, la conferința din 28 aprilie de la Târgu Mureș. Pentru alte detalii despre Baia Mare, a se vedea R. Braham, Genocide, pp. 32-33, 113.123. Vezi și USHMM, Arhive, RG-25004M, rola 42, dosar 40030; rolele 90 și 94, dosar 40029. Pentru Baia Sprie a se vedea rola 60, dosar 22291.33 Printre evreii din zona rurală transferați în ghetoul din Bistrița se aflau cei din Ilva Mare, Ilva Mică, Lechința, Năsăud, Nimigea de Jos, Prundu Bârgăului, Rodna, Romuli, Șieu.